# Nikołaj Wołodin
Nikołaj Pawłowicz Wołodin (ros. Николай Павлович Володин, ur. 9 maja?/22 maja 1905 w Uralsku, zm. 6 listopada 1965 w Ałma-Acie) – funkcjonariusz radzieckich organów bezpieczeństwa, pułkownik, minister bezpieczeństwa państwowego Kazachskiej SRR (1948–1952).

## Życiorys
Od grudnia 1919 do listopada 1921 pracownik uralskiego gubernialnego oddziału ubezpieczeń społecznych, od listopada 1921 do kwietnia 1924 w gubernialnej Czece/gubernialnym oddziale GPU w Uralsku, od czerwca do września 1924 kasjer w obwodzie uralskim, od listopada 1925 do marca 1927 pomocnik pełnomocnika i pełnomocnik uralskiego gubernialnego oddziału GPU. Od marca 1927 do stycznia 1930 sekretarz odpowiedzialny rady miejskiej Uralska, od 1929 w WKP(b) od stycznia do września 1930 pełnomocnik uralskiego okręgowego oddziału GPU, od września 1930 do września 1932 pełnomocnik rejonowego oddziału GPU w Kazachskiej SRR, od września 1932 do maja 1935 szef rejonowego oddziału GPU/NKWD w obwodzie zachodniokazachstańskim. Od maja 1935 do czerwca 1939 pełnomocnik odpowiedzialny, szef punktu operacyjnego, szef Oddziału XI Zarządu Bezpieczeństwa Państwowego (UGB) Zarządu NKWD obwodu zachodniokazachstańskiego, od 7 kwietnia 1936 młodszy porucznik, później porucznik bezpieczeństwa państwowego, od czerwca 1939 do marca 1941 szef Oddziału II UGB Zarządu NKWD obwodu ałmackiego, od 14 marca do 6 sierpnia 1941 szef Zarządu NKGB obwodu ałmackiego, od 28 kwietnia 1941 starszy porucznik bezpieczeństwa państwowego. Od 6 sierpnia 1941 do 26 czerwca 1943 szef Zarządu NKWD obwodu południowokazachstańskiego, od 11 lutego 1943 major bezpieczeństwa państwowego, od 26 czerwca 1943 do 29 kwietnia 1945 szef Zarządu NKGB obwodu południowokazachstańskiego, od 29 kwietnia 1944 podpułkownik. Od 29 kwietnia do 1 października 1945 ponownie szef Zarządu NKGB obwodu ałmackiego, od 1 października 1945 do 10 stycznia 1948 zastępca ludowego komisarza/ministra bezpieczeństwa państwowego Kazachskiej SRR, 12 października 1945 awansowany na pułkownika. Od 10 stycznia 1948 do 24 maja 1952 minister bezpieczeństwa państwowego Kazachskiej SRR, od 24 maja 1952 do 16 marca 1953 szef Zarządu MGB obwodu tulskiego, od 16 marca 1953 do 13 kwietnia 1954 szef Zarządu MWD obwodu tulskiego, od lipca 1954 na emeryturze.

## Odznaczenia
- Order Lenina (dwukrotnie - 24 października 1950 i 31 stycznia 1951)
- Order Czerwonego Sztandaru (4 grudnia 1945)
- Order Czerwonej Gwiazdy (3 listopada 1944)
- Order „Znak Honoru” (20 września 1943)